# Konklave 1565–1566
Das Konklave 1565–1566 wurde am 20. Dezember 1565 nach dem Tod von Papst Pius IV. am 9. Dezember 1565 einberufen. Es endete am 7. Januar 1566 mit der Wahl des Dominikaners Antonio Michele Ghislieri, der sich Pius V. nannte, zum 225. Papst der Römisch-katholischen Kirche.

## Ablauf des Konklaves

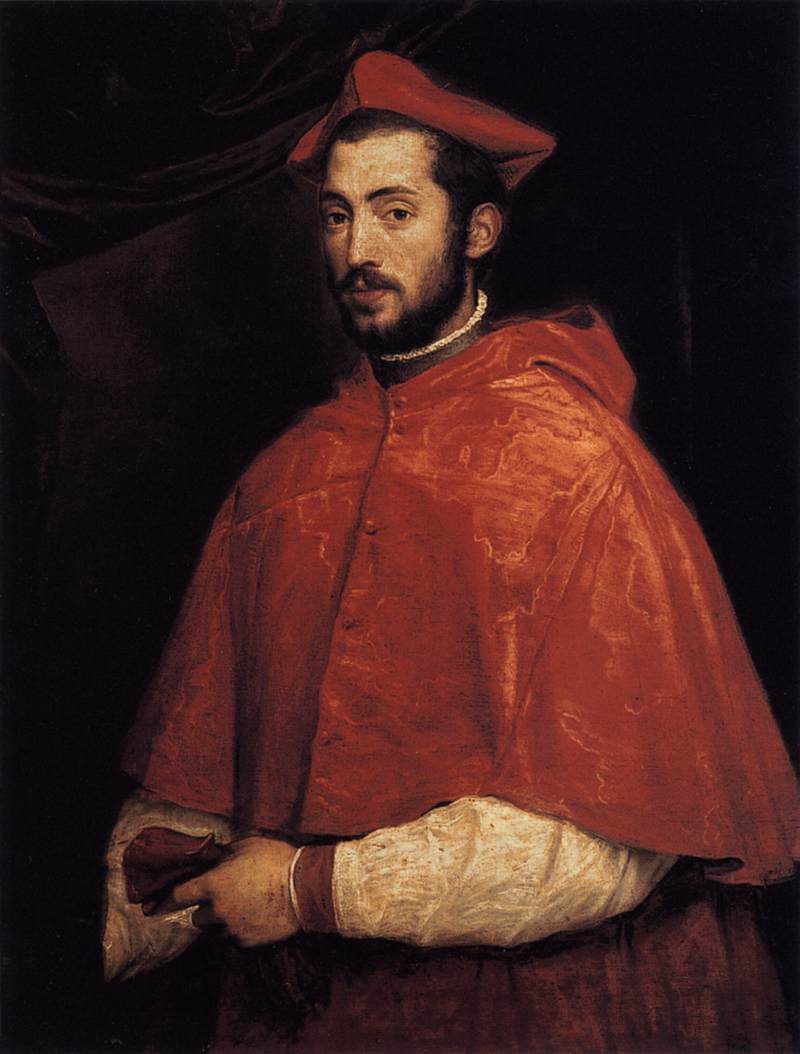
Kardinal Alessandro Farnese.

Das Konklave begann am Morgen des 20. Dezembers 1565 mit der Feier eine Heilig-Geist-Messe durch Kardinaldekan Francesco Pisani. Gegen Mittag legten die Kardinäle in der Cappella Paolina den Eid ab. Gleichzeitig wurde die Bulle In eligendis verlesen, in der Papst Pius IV. 1562 organisatorische Bestimmungen für das Konklave geändert hatte.

## Zusammensetzung des Konklaves

### Kardinäle im Konklave
| Name                                            | Land                         | Kardinaltitel                                                                        | Titel                                                                               | Kreierung                         | Alter |
| ----------------------------------------------- | ---------------------------- | ------------------------------------------------------------------------------------ | ----------------------------------------------------------------------------------- | --------------------------------- | ----- |
| Francesco Pisani                                | Republik Venedig             | Kardinalbischof von Ostia e Velletri                                                 | Dekan des Heiligen Kollegiums                                                       | 1. Juli 1517 von Leo X.           | 71    |
| Giovanni Gerolamo Morone                        | Herzogtum Mailand            | Kardinalbischof von Porto e Santa Rufina                                             | Vizedekan des Heiligen Kollegium                                                    | 2. Juni 1542 von Paul III.        | 56    |
| Alessandro Farnese il Giovane                   | Herzogtum Parma und Piacenza | Kardinalbischof von Frascati Kardinalpriester von San Lorenzo in Damaso in commendam |                                                                                     | 18. Dezember 1534 von Paul III.   | 45    |
| Cristoforo Madruzzo                             | Fürstbistum von Trient       | Kardinalbischof von Palestrina                                                       | Fürstbischof von Trient und Brixen                                                  | 2. Juni 1542 von Paul III.        | 53    |
| Tiberio Crispo                                  | Kirchenstaat                 | Kardinalbischof von Sabina                                                           | Apostolischer Administrator von Sessa Aurunca                                       | 19. Dezember 1544 von Paul III.   | 67    |
| Niccolò Caetani di Sermoneta                    | Kirchenstaat                 | Sant’Eustachio, titolo pro illa vice                                                 | Erzbischof von Conza und Capua                                                      | 22. Dezember 1536 von Paul III.   | 39    |
| Ippolito II d’Este                              | Herzogtum von Ferrara        | Santa Maria della Scala                                                              | Apostolischer Administrator von Arles                                               | 20. Dezember 1538 von Paul III.   | 56    |
| Giacomo Savelli                                 | Kirchenstaat                 | Santa Maria in Cosmedin, titolo pro illa vice                                        | Erzbischof von Benevento,                                                           | 19. Dezember 1539 von Paul III.   | 52    |
| Giulio della Rovere                             | Herzogtum von Urbino         | San Pietro in Vincoli, diaconia pro illa vice                                        | Apostolischer Administrator von Vicenza                                             | 27. Juli 1547 von Paul III.       | 32    |
| Innocenzo Ciocchi del Monte                     | Herzogtum Parma und Piacenza | Santa Maria in Portico Octaviae                                                      |                                                                                     | 30. Mai 1550 von Julius III.      | 33    |
| Fulvio Giulio della Corgna, O.S.Io.Hier.        | Kirchenstaat                 | Sant’Angelo in Pescheria, titolo pro illa vice                                       | Bischof von Perugia                                                                 | 20. November 1551 von Julius III. | 48    |
| Giovanni Michele Saraceni                       | Königreich Neapel            | Santa Maria in Trastevere                                                            | Alterzbischof von Matera                                                            | 20. November 1551 von Julius III. | 67    |
| Giovanni Ricci                                  | Herzogtum Florenz            | Santi Vitale, Gervasio e Protasio                                                    | Alterzbischof von Montepulciano                                                     | 20. November 1551 von Julius III. | 67    |
| Giovanni Battista Cicala                        | Republik Genua               | Sant’Agata alla Subburra, titolo pro hac vice                                        | Apostolischer Administrator von Sagone                                              | 20. November 1551 von Julius III. | 55    |
| Luigi Cornaro                                   | Republik Venedig             | San Marco                                                                            | Apostolischer Administrator von Trogir                                              | 20. November 1551 von Julius III. | 48    |
| Girolamo Simoncelli                             | Kirchenstaat                 | Santi Cosma e Damiano                                                                | Altbischof von Orvieto                                                              | 22. Dezember 1553 von Julius III. | 43    |
| Scipione Rebiba                                 | Königreich Sizilien          | Sant’Anastasia                                                                       | Lateinischer Patriarch von Konstantinopel Kämmerer des Heiligen Kardinalskollegiums | 20. Dezember 1555 von Paul IV.    | 61    |
| Jean Suau                                       | Königreich Frankreich        | Santa Prisca                                                                         | Altbischof von Mirepoix                                                             | 20. Dezember 1555 von Paul IV.    | 62    |
| Gianantonio Capizucchi                          | Kirchenstaat                 | San Clemente                                                                         | Bischof von Lodi                                                                    | 20. Dezember 1555 von Paul IV.    | 50    |
| Antonio Michele Ghislieri OP gewählt zu Pius V. | Herzogtum Mailand            | Santa Maria sopra Minerva                                                            | Bischof von Mondovì, Großinquisitor                                                 | 15. März 1557 von Paul IV.        | 61    |
| Clemente d’Olera, OFM                           | Republik Genua               | Santa Maria in Aracoeli                                                              | Bischof von Foligno                                                                 | 15. März 1557 von Paul IV.        | 64    |
| Vitellozzo Vitelli                              | Kirchenstaat                 | Santa Maria in Via Lata                                                              | Camerlengo                                                                          | 15. März 1557 von Paul IV.        | 34    |
| Giovanni Antonio Serbelloni                     | Herzogtum Mailand            | Santa Maria degli Angeli                                                             | Bischof von Novara                                                                  | 31. Januar 1560 von Pius IV.      | 46    |
| Karl Borromäus                                  | Herzogtum Mailand            | Santa Prassede                                                                       | Erzbischof von Mailand                                                              | 31. Januar 1560 von Pius IV.      | 27    |
| Ludovico Simonetta                              | Herzogtum Mailand            | San Ciriaco alle Terme                                                               | Altbischof von Pesaro                                                               | 26. Februar 1561 von Pius IV.     | 65    |
| Markus Sittich von Hohenems                     | Heiliges Römisches Reich     | San Giorgio in Velabro                                                               | Fürstbischof von Konstanz                                                           | 26. Februar 1561 von Pius IV.     | 32    |
| Francesco Gonzaga                               | Grafschaft Guastalla         | San Lorenzo in Lucina                                                                | Bischof von Mantova                                                                 | 26. Februar 1561 von Pius IV.     | 27    |
| Alfonso Gesualdo                                | Königreich Neapel            | Santa Cecilia                                                                        | Erzbischof von Conza                                                                | 26. Februar 1561 von Pius IV.     | 25    |
| Gianfrancesco Gambara                           | Heiliges Römisches Reich     | Santa Pudenziana                                                                     | Chierico der Apostolischen Kammer                                                   | 26. Februar 1561 von Pius IV.     | 32    |
| Bernardo Salviati                               | Herzogtum Florenz            | San Simeone                                                                          | Apostolischer Administrator von Clermont                                            | 26. Februar 1561 von Pius IV.     | 57    |
| Pier Francesco Ferrero                          | Herzogtum Savoyen            | Sant’Agnese in Agone                                                                 | Apostolischer Nuntius von Venedig                                                   | 26. Februar 1561 von Pius IV.     | 55    |
| Luigi d’Este                                    | Herzogtum von Ferrara        | Santa Lucia in Silice                                                                | Altbischof von Vercelli                                                             | 26. Februar 1561 von Pius IV.     | 27    |
| Ludovico Madruzzo                               | Fürstbistum von Trient       | Sant’Onofrio                                                                         | Bischofkoadjutor von Trient                                                         | 26. Februar 1561 von Pius IV.     | 33    |
| Innico d’Avalos d’Aragona, OS                   | Königreich Neapel            | Sant’Adriano al Foro                                                                 | Kanzler des Königreich Neapel                                                       | 26. Februar 1561 von Pius IV.     | 29    |
| Francesco Pacheco de Villena                    | Königreich Spanien           | Santa Croce in Gerusalemme                                                           | Generalinquisitor von Spanien                                                       | 26. Februar 1561 von Pius IV.     | 57    |
| Girolamo da Correggio                           | Kirchenstaat                 | Santo Stefano rotondo                                                                | Apostolischer Nuntius                                                               | 26. Februar 1561 von Pius IV.     | 54    |
| Ferdinando de’ Medici                           | Herzogtum Florenz            | Santa Maria in Domnica                                                               |                                                                                     | 6. Februar 1563 von Pius IV.      | 16    |
| Marcantonio Colonna                             | Kirchenstaat                 | Santi XII Apostoli                                                                   | Erzbischof von Tarent                                                               | 12. März 1565 von Pius IV.        | 42    |
| Tolomeo Gallio                                  | Herzogtum Mailand            | San Pancrazio                                                                        | Erzbischof von Manfredonia                                                          | 12. März 1565 von Pius IV.        | 38    |
| Angelo Nicolini                                 | Herzogtum Florenz            | San Callisto                                                                         | Erzbischof von Pisa                                                                 | 12. März 1565 von Pius IV.        | 60    |
| Luigi Pisani                                    | Republik Venedig             | Kardinalpriester ohne Titelkirche                                                    | Apostolischer Administrator von Padua                                               | 12. März 1565 von Pius IV.        | 43    |
| Zaccaria Dolfin                                 | Republik Venedig             | Santa Maria in Aquiro, titolo pro hac vice                                           | Bischof von Hvar                                                                    | 12. März 1565 von Pius IV.        | 38    |
| Marcantonio Bobba                               | Markgrafschaft Montferrat    | San Silvestro in Capite                                                              | Bischof von Aosta                                                                   | 12. März 1565 von Pius IV.        | 65    |
| Alessandro Sforza                               | Kirchenstaat                 | Santa Maria in Via                                                                   | Bischof von Parma                                                                   | 12. März 1565 von Pius IV.        | 31    |
| Flavio Orsini                                   | Kirchenstaat                 | Santi Marcellino e Pietro                                                            | Bischof von Spoleto                                                                 | 12. März 1565 von Pius IV.        | 33    |
| Francesco Alciati                               | Herzogtum Mailand            | Santa Susanna                                                                        | Bischof von Civitate                                                                | 12. März 1565 von Pius IV.        | 43    |
| Francesco Abbondio Castiglioni                  | Herzogtum Mailand            | San Nicola, Diakonie pro illa vice                                                   | Bischof von Bobbio                                                                  | 12. März 1565 von Pius IV.        | 42    |
| Guido Luca Ferrero                              | Herzogtum Savoyen            | Sant’Eufemia                                                                         | Bischof von Vercelli                                                                | 12. März 1565 von Pius IV.        | 28    |
| Benedetto Lomellini                             | Republik Genua               | Santa Sabina                                                                         | Bischof von Luni-Sarzana                                                            | 12. März 1565 von Pius IV.        | 48    |
| Guglielmo Sirleto                               | Königreich Neapel            | San Lorenzo in Panisperna                                                            | Apostolischer Protonotar                                                            | 12. März 1565 von Pius IV.        | 51    |
| Gabriele Paleotti                               | Kirchenstaat                 | Santi Giovanni e Paolo                                                               | Auditor der Römische Rota                                                           | 12. März 1565 von Pius IV.        | 43    |
| Francesco Crasso                                | Herzogtum Mailand            | Kardinalpriester ohne Titelkirche                                                    | Gouverneur von Bologna                                                              | 12. März 1565 von Pius IV.        | 65    |

### Abwesende Kardinäle
| Name                               | Land                     | Kardinaltitel                                  | Titel                                                                 | Kreierung                       | Alter |
| ---------------------------------- | ------------------------ | ---------------------------------------------- | --------------------------------------------------------------------- | ------------------------------- | ----- |
| Otto Truchsess von Waldburg        | Heiliges Römisches Reich | Albano                                         | Fürstbischof von Augusta                                              | 19. Dezember 1544 von Paul III. | 51    |
| Georges d’Armagnac                 | Königreich Frankreich    | San Nicola in Carcere, titolo pro illa vice    | Apostolischer Administrator von Tolosa, Päpstlicher Legat in Avignone | 19. Dezember 1544 von Paul III. | 64    |
| Francisco Mendoza de Bobadilla     | Königreich Spanien       | Sant’Eusebio                                   | Erzbischof von Burgos                                                 | 19. Dezember 1544 von Paul III. | 57    |
| Enrico I del Portogallo            | Königreich Portugal      | Santi Quattro Coronati                         | Erzbischof von Lisbona, Reggente del Portogallo                       | 16. Dezember 1545 von Paul III. | 53    |
| Carlo di Lorena-Guisa              | Königreich Frankreich    | Sant’Apollinare alle Terme                     | Erzbischof von Reims                                                  | 27. Juli 1547 von Paul III.     | 41    |
| Carlo di Borbone-Vendôme           | Königreich Frankreich    | San Crisogono                                  | Erzbischof von Rouen                                                  | 9. Januar 1548 von Paul III.    | 42    |
| Luigi I di Lorena-Guisa            | Königreich Frankreich    | San Tommaso in Parione, diaconia pro illa vice | Altbischof von Albi                                                   | 22. Dezember 1553 da Giulio III | 38    |
| Gian Bernardino Scotti, CR         | Kirchenstaat             | San Matteo in Merulana                         | Bischof von Piacenza                                                  | 20. Dezember 1555 von Paul IV.  | 87    |
| Lorenzo Strozzi                    | Herzogtum Florenz        | Santa Balbina                                  | Apostolischer Administrator von Albi                                  | 15. März 1557 von Paul IV.      | 52    |
| Stanisław Hozjusz                  | Königreich Polen         | San Teodoro, titolo pro illa vice              | Erzbischof von Ermland                                                | 26. Februar 1561 von Pius IV.   | 61    |
| Philibert Babou de La Bourdaisière | Königreich Frankreich    | Santi Silvestro e Martino ai Monti             | Apostolischer Administrator von Auxerre                               | 26. Februar 1561 von Pius IV.   | 52    |
| Marcantonio Amulio                 | Republik Venedig         | San Marcello, diaconia pro illa vice           | Bischof von Rieti                                                     | 26. Februar 1561 von Pius IV.   | 59    |
| Antoine Perrenot de Granvelle      | Königreich Frankreich    | San Bartolomeo all’Isola                       | Erzbischof von Mecheln                                                | 26. Februar 1561 von Pius IV.   | 48    |
| Prospero Santacroce                | Kirchenstaat             | Kardinalpriester ohne Titelkirche              | Päpstlicher Legat in Frankreich                                       | 12. März 1565 von Pius IV.      | 51    |
| Ugo Boncompagni                    | Kirchenstaat             | San Sisto                                      | Legato a latere in Spanien                                            | 12. März 1565 von Pius IV.      | 63    |
| Alessandro Crivelli                | Herzogtum Mailand        | Kardinaldiakon ohne Titeldiakonie              | Bischof von Cariati                                                   | 12. März 1565 von Pius IV.      | 51    |
| Antoine de Créquy                  | Königreich Frankreich    | Kardinaldiakon ohne Titeldiakonie              | Bischof von Amiens                                                    | 12. März 1565 von Pius IV.      | 34    |
| Giovanni Francesco Commendone      | Republik Venedig         | Kardinaldiakon ohne Titeldiakonie              | Päpstlicher Legat in Polonia                                          | 12. März 1565 von Pius IV.      | 41    |

## Geografische Zuordnung der Kardinäle

### Italien
- fünfzehn Kardinäle: Kirchenstaat
- zehn Kardinäle: Herzogtum Mailand
- sechs Kardinäle: Republik Venedig
- fünf Kardinäle: Herzogtum Florenz
- vier Kardinäle: Königreich Neapel
- drei Kardinäle: Republik Genua
- zwei Kardinäle: Herzogtum Parma und Piacenza, Herzogtum Savoyen, Fürstbistum von Trento, Herzogtum von Ferrara
- ein Kardinal: Königreich Sizilien, Markgrafschaft Montferrat, Herzogtum Urbino, Herzogtum Guastalla

Zusammen: 55 Kardinäle (78 % des Heiligen Kollegiums)

### Übriges Europa
- acht Kardinäle: Königreich Frankreich
- drei Kardinäle: Heiliges Römisches Reich
- zwei Kardinäle: Königreich Spanien
- ein Kardinal: Königreich Polen, Königreich Portugal

Zusammen: 15 Kardinäle (22 % des Heiligen Kollegiums)